# Самюель Аят
Самюель Аят (фр. Samuel Hayat; нар. 26 вересня 1980) — французький політолог, науковий співробітник Національного центру наукових досліджень (CNRS) та Інституту політичних досліджень (CEVIPOF).

## Біографія
Здобув ступінь магістра політичних наук в Інституті політичних досліджень у Парижі у 2003 році. 7 грудня 2011 року в Університеті Париж-VIII захистив дисертацію на тему «„В ім'я французького народу“: політичне уявлення про революцію 1848 року у Франції», за яку отримав премію Агірра-Базуальдо в галузі літератури та гуманітарних наук у 2012 році.
До наукових інтересів належать історична соціологія французьких робітничих рухів, історія і теорія політичного представництва.
Входить до редколегії журналів Participations та Traces.

## Публікації
- La représentation politique, avec Yves Sintomer, Paris, Presses de sciences Po, 2013, 180 p.
- 1848 : quand la République était révolutionnaire (фр.). Paris: Seuil. 2014. с. 416. ISBN 978-2-02-113639-5.[11]
- Introduction à la socio-histoire des idées politiques, avec Julien Weisbein, Paris, Deboeck Supérieur, 2020, 256 p. ISBN 978-28-07317-86-4
- Démocratie (фр.). Paris: Anamosa. 2020. с. 96. ISBN 979-10-95772-85-9.

### Переклади українською
- Жовті жилети, моральна економіка та влада // Спільне, 17.12.2018.